# Leptomenes astutus
Leptomenes astutus är en stekelart som först beskrevs av Kohl.  Leptomenes astutus ingår i släktet Leptomenes och familjen Eumenidae. Inga underarter finns listade i Catalogue of Life.